# Histoire des matières premières
L'histoire des matières premières a connu des périodes de croissance et de récession, l'importance des produits de base dans l'économie globale étant très variable selon les différentes phases du développement économique dans le monde. La volatilité des cours mondiaux a suscité la recherche d'accords internationaux de produits pour la réduire et la création d'un outil comme le marché à terme pour s'en protéger.

## Histoire
L'histoire des matières premières remonte à la préhistoire, les hommes apprenant alors à utiliser des métaux et les travailler, activité qui a laissé de nombreuses traces archéologiques et à cueillir des produits agricoles. L'Antiquité a permis le développement de ces activités, tout comme la Révolution industrielle qui a fait ses débuts au XVIIe siècle en Angleterre. 

### LeXVesiècle
L'exploration du monde par les navigateurs portugais au XVe siècle, bientôt suivis par les Flamands de la future Hollande, alors encore sous domination espagnole, ouvre de nouveaux horizons au marché des matières premières: or, cacao, épices, sucre.

### LeXVIesiècle
Le XVIe siècle voit une très forte croissance du marché du sucre, où les Brésiliens ont été rejoints par les Français et les Anglais, qui développent sa culture dans les îles des Caraïbes, en recourant à la traite négrière. Les Hollandais développent de leur côté le marché des épices grâce à leurs grands comptoirs en Indonésie.

### LeXVIIIesiècle
Le XVIIe siècle est marqué par l'avancée des empires coloniaux, en Inde pour les Anglais et les Français, sous la forme de comptoirs plus nombreux mais dont l'emprise reste encore modeste, et en Malaisie pour les Chinois qui y extraient de l'étain. L'extraction des métaux précieux est relancée en Amérique du Sud, en particulier par les Anglais qui développement les mines d'or brésiliennes. 
L'histoire de la production du plomb s'accélère dans le nord de l'Angleterre, où des sociétés minières se créent, contribuant, au même titre que le développement des mines de charbon à la première révolution industrielle.
Les premières pénuries criantes du monde des matières premières sont générées par la révolution technologique dans le domaine du coton, dans la région de Manchester, en Angleterre. La productivité des usines centuple dans les trois dernières décennies du siècle, grâce à de nouvelles machines et technologies, aussi bien dans le filage que le tissage. Mais Saint-Domingue, premier producteur mondial de coton brut peine à suivre la demande. La première révolution industrielle met les matières premières sur le devant de la scène.

### LeXIXesiècle

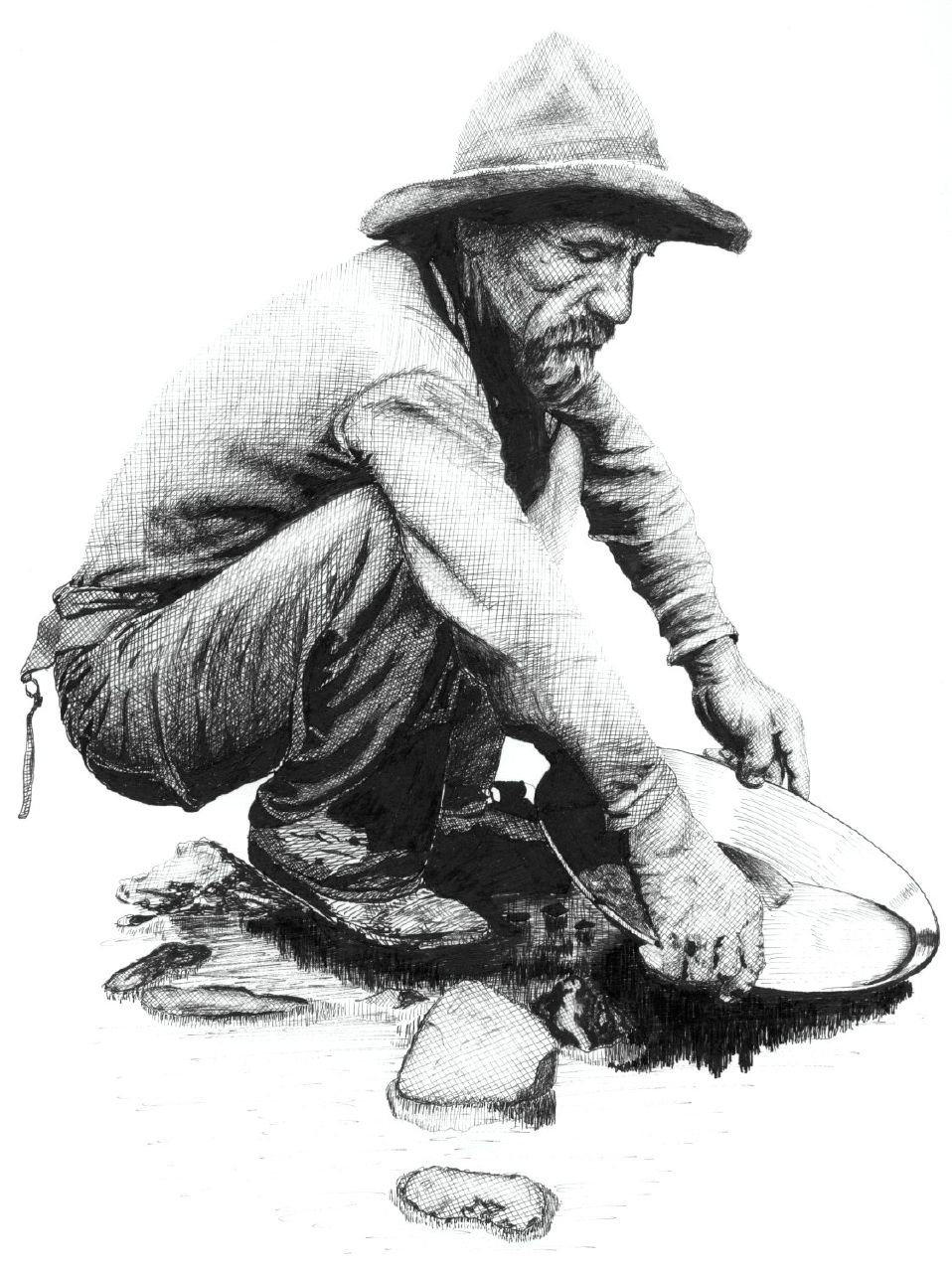
Dessin d'un prospecteur d'or en train de filtrer le sable d'un cours d'eau.

Dans la première partie du XIXe siècle, les crises financières et boursières, le plus souvent causées par la défiance envers le papier-monnaie et un système bancaire en pleine mutation, ont un impact très violent sur les marchés des matières premières. La crise boursière de 1825 stoppe momentanément l'expansion des mines en Amérique du Sud tandis que la panique de 1837 suspend pour quelques années celle de la culture du coton aux États-Unis, qui sont déjà le premier producteur mondial. La krach de 1847, déclenche aussi un coup d'arrêt mais le report des investisseurs boursiers sur le placement-refuge qu'est l'or fait monter son cours, ce qui donne une grande ampleur aux ruées vers l'or des années suivantes, en Australie et en Californie, avec leur corollaire, l'invasion par des colons du continent australien et de l'ouest américain. À la même époque, la grande famine irlandaise de 1848 accélère l'expansion de la production céréalière américaine dans la région des Grands Lacs, qui arrive pour pallier, en partie, à la crise alimentaire. C'est aussi l'émergence des marchés à terme de matières premières, du télégraphe qui permet de les connecter assez vite pour répondre aux besoins à temps. La production du plomb s'accélère dans l'État du Missouri, au début du siècle, suivie par celle du cuivre dans l'État du Michigan à la fin du siècle.
La très forte croissance économique mondiale des années 1850 réussit aux trois pays, dont l'offre suit la demande, malgré la hausse du prix des esclaves, ce qui se traduit par une modeste baisse des prix du coton, tandis que ceux du sucre ne sont qu'en légère hausse, seuls les prix du café tirant vraiment leur épingle du jeu. L'application de nouvelles technologies dans le traitement de la canne à sucre et dans le séchage et la décortication du café, jouèrent un rôle très important dans l'augmentation de l'efficacité de la production cubaine et brésilienne, tout comme les innovations dans le domaine du transport, particulièrement la construction de chemins de fer et le développement de navires à vapeur le long des rivières et les ports de mer. Il y a eu aussi des améliorations marquées des communications, par l'utilisation accrue de lignes de télégraphe, qui mettaient en contact les producteurs avec les conditions locales, régionales, nationales et internationales du marché très rapidement. 
Le développement de la navigation et en particulier des exportations transportées par navire à vapeur a joué un rôle crucial dans l'expansion du commerce mondial : avant le milieu du XIXe siècle, les taux de fret sur longue distance étaient prohibitifs sauf pour les marchandises dont le prix unitaire était très élevé. En conséquence, le volume d'échange des matières premières était faible, avec pour l'essentiel des produits de luxe très appréciés tels que le café, le cacao, les épices et les métaux précieux et semi-précieux, pour la plupart importés dans une Europe en voie d'industrialisation.

Cours du cuivre au London Metal Exchange, pendant le corner sur le cuivre.

La baisse progressive des coûts de transport a permis une diversification des sources de production des matières premières et fait sauter des points d'engorgement. Principal port européen au milieu du XIXe siècle, la ville d'Odessa a d'abord bénéficié de l'essor des exportations de blé et de seigle russes et ukrainiens vers l'Europe occidentale, commerce ensuite tari dans les années 1870 par l'arrivée massive de blé américain  après la guerre civile américaine, puis de l'expansion des chemins de fer russes qui ont assuré le transport des exportations résiduelles de céréales russes. Les années 1880 ont pour leur part vu l'arrivée des navires frigorifiques qui ont permis de transporter sur de longues distances la viande, les fruits et d'autres matières premières agricoles.
À la même époque, l'expansion du colonialisme vise la production de matières premières. La fièvre du caoutchouc connut son apogée entre 1879 et 1912, suivie longtemps après d’une résurrection dans les années 1942 - 1945. Symbole de l'extrême volatilité des cours des matières premières à la fin du siècle, la corner sur le cuivre de 1887, qui déclenche un doublement des cours en quelques mois, puis leur effondrement, est la plus importante opération d'accaparement de l'histoire de la production du cuivre. Impliquant le Comptoir national d'escompte de Paris et le banquier d'Eugène Secrétan, l'opération entraîne la faillite de la banque en mars 1889, ponctuée par le suicide de son président et une intervention massive de la Banque de France, à hauteur de cent millions de francs or. L'équivalent de 10 milliards d'euros actuels. Auparavant, les années 1870 ont vu la multiplication des marchés à terme de matières premières.
- 1871: fondation de la Bourse du Coton de Mobile
- 1871: fondation de la New Orleans Cotton Exchange
- 1871: le Lloyd's Act institutionnalise le Lloyd's of London
- 1872: fondation du Butter and Cheese Exchange of New York, futur New York Mercantile Exchange
- 1874: fondation de la Bourse du Coton de Memphis
- 1874: fondation du Chicago Produce Exchange, futur CME
- 1877: fondation du London Metal Exchange
- 1881: fondation du Minneapolis Grain Exchange

### LeXXesiècle
Les accords internationaux de produits concernant les matières premières se sont multipliés au XXe siècle, en s'inspirant à la fois  des cartels de producteurs privés, comme il en existe depuis le XIXe siècle sur les métaux, et des politiques publiques de soutien des prix déployées au Ghana pendant la colonisation britannique, afin d'encourager la paysannerie à rester sur ses terres. 
L'entente internationale de l'Acier a été créée le 30 septembre 1926. Ce texte utilise le terme d'"Union économique européenne", dans l’euphorie qui accompagne alors l’entrée de l’Allemagne dans la SDN. Dans la presse française, il est largement commenté. L'Humanité dénonce en particulier le retour de l’impérialisme allemand sur la scène internationale.  
Le Cartel opérait sous la direction d'un Conseil composé des représentants des industries allemande, française, belge et luxembourgeoise[réf. nécessaire]. Ses membres, le Benelux et les pays rhénans, sont rejoints un an après par l'Autriche, la Tchécoslovaquie, la Hongrie, avec chacun un contingent propre de production d'acier[réf. nécessaire]. L’entente européenne prit sa dimension réellement mondiale en 1929, par un accord avec les entreprises américaines, britanniques et canadiennes, puis par la suite, par l'entrée en son sein des producteurs japonais et suédois[réf. nécessaire].
L'entente entre producteurs d'étain se met en place à la fin des années 1920, visant au contingentements des exportations. Il est porté par la puissance des roi de l'étain boliviens Simón Iturri Patiño et Moritz Hochschild, qui mettent momentanément leurs rivalités de côté pour faire face à la crise mondiale affectant l'industrie automobile, grande consommatrice d'étain, se traduisit par une chute de la production, tombée à 24 904 tonnes en 1933. Dès lors, grâce aux mesures prises pour réglementer le marché dans le cadre international et soutenir les cours mondiaux, la production s'est relevée, atteignant 77 542 tonnes en 1937. À partir de 1936 que deux mesures drastiques furent employées pour faire face à une période de surproduction. L'entente est transformée en accord officiel conclu sur une base paritaire entre pays producteurs et pays consommateurs après la guerre 1939-1945: c'est le Groupe d'Étude International de l'Étain, créée en 1947.
Au Guana britannique, le ministère de l'Alimentation établit en 1939 un contrôle du marché du cacao, confié en août 1940 au "West African Cocoa Control Board", dont il est le seul client anglais, ensuite remplacé par un "Marketing Board", qui a pour mission d'assurer un revenu garanti aux producteurs. Le système de contrôle gouvernemental sera généralisé dans les années 1945-1950 car la baisse de la production mondiale provoquée par diverses maladies des cacaoyers et la relance de la demande font flamber le prix moyen du cacao sur le marché mondial: de 4,4 cents la livre en 1932-1937, il atteint 40 cents en 1947.
La conclusion d'accords internationaux sur les matières premières, gérés par des États, visant l'intérêt général, et une stabilisation des cours sur le long terme, afin d'éviter surproductions et pénuries, est prévue au chapitre VI de la charte de La Havane de 1948. Ils ont été mis en place principalement à partir des années 1950, en utilisant une panoplie de politiques économiques agissant sur le fonctionnement naturel du marché, en particulier la technique du stock régulateur, qui achète quand les cours sont trop bas et revend quand ils sont trop hauts.
Le premier de ces accords internationaux de produits fonctionna à partir de janvier 1956. Leur revendication accompagne la  montée du patriotisme et la prise de conscience de l'utilité du développement rural en Afrique coloniale: les quinze années précédant l'indépendance de 1960 voient la Côte d'Ivoire pour profiter d'un meilleur réseau routier, pour favoriser les petits planteurs locaux, ainsi qu'aux efforts du syndicat des agriculteurs créé en 1944 par le futur président ivoirien, Félix Houphouët-Boigny, lui-même planteur. Après l'indépendance, le choix du président Félix Houphouët-Boigny de privilégier le secteur primaire déclenche un développement fulgurant : entre 1960 et 1970, les cultures de cacao triplent leur production atteignant 312 000 tonnes, celles de café augmentent de moitié, passant de 185 500 à 275 000 tonnes.
Dès 1962, deux ans après l'indépendance de la Côte d'Ivoire, est signé l'accord international sur le café, pour une période de cinq ans. La première conférence des Nations unies a lieu à la demande du Groupe d'étude du cacao de la FAO, du 26 septembre au 24 octobre 1963, pour étudier un des accords internationaux de produits les plus demandés. L'objectif est d'imposer de quotas de vente (variables) aux pays produisant plus de 10 000 tonnes  de cacao par an, sauf ceux produisant la meilleure qualité, la fixation d'un prix international et la création d'un fonds financé par les exportateurs pour aider les pays producteurs à supporter la charge des stocks qu'impliquait automatiquement le respect des quotas. De profondes divergences sur le problème des prix et celui des quotas, empêchent d'aller vers une politique très contraignante, en particulier après la Conférence de 1972 sur le cacao qui a institutionnalisé la procédure du consensus

Courbes de production et d'importation des États-Unis.

Juste après se produit le Premier choc pétrolier. Les États-Unis, premier producteur de l'époque, ont passé leur pic de production en 1971. L'ambassadeur américain James Akins montre en 1972 que les États-Unis n'ont alors plus la capacité d'augmenter encore leur production. La hausse du prix, pilotée par les pays arabes, devait aussi permettre de rendre rentable l'exploitation des champs de pétrole non conventionnels situés sur le sol américain. Les premiers succès obtenus par les pays producteurs de pétrole ont déplacé l'accent vers l'action unilatérale. Face aux difficultés et aux lenteurs de l'élaboration d'accords paritaires consommateurs-producteurs, ces derniers sont tentés d'imiter l'OPEP et de se passer du concours des pays consommateurs. Dès 1979, afin d’enrayer la chute des prix, l’État ivoirien tente un boycott des cours mondiaux du cacao. 
Même si l'accord international sur les bois tropicaux est encore signé en 1983, la régulation des marchés matières premières est ensuite "passée d’une époque où l’on essayait de bloquer l’instabilité des prix et des marchés en agissant sur leurs mécanismes, notamment par des accords internationaux de produits, à une autre époque où les politiques ont plutôt voulu "agir sur l’organisation de la production et l’économie des produits", via les réformes de filières et le recours aux outils de la gestion du risque de prix (marchés à terme et d’options). Le système des accords internationaux permettait de stabiliser les recettes d’exportation des producteurs de matières premières (stocks régulateurs pour le cacao et quotas pour le café). Il est entré en crise à cause d’une application imparfaite des clauses économiques. Les contributions des pays étaient irrégulières et l’opacité des mécanismes n’inspirait plus confiance. Les mécanismes de régulation ont également échoué, du fait de la confusion entre les objectifs de stabilisation des prix et de soutien des prix. Le comportement de "free rider" de quelques pays nouvellement producteurs n’ont pas facilité le fonctionnement de ces accords, qui ont eu comme résultat d’endetter les États, qui avaient sous-estimé la durabilité des baisses de prix mondiaux.
La part du secteur primaire enregistre un repli dans le PIB de la plupart des pays, parfois d'ampleur considérable, à mesure que les économies se développent. C'est tout particulièrement le cas des matières premières agricoles. Dans les premières phases de développement de nombreux pays, l'agriculture occupe une place prédominante dans le secteur primaire, souvent supérieur à 80 %, sauf en Australie, où il dépassait 60 %, en raison du rôle très important de l'exploitation minière dans les premières heures de ce pays.

### LeXXIesiècle
L'âge d'or des matières premières sera la XXe siècle, grâce à l'accélération de la production industrielle puis à son extension aux cinq continents, due pour l’essentiel aux pays émergents. Les matières premières ont ainsi joué un rôle souvent moteur dans le développement économique de la plupart des pays du Sud. La Chine a pris dans ce processus, ensuite, au  XXIe siècle, une place exceptionnelle compte tenu de sa taille et du rythme de son expansion économique.
La Chine reste par exemple en 2013 « l'acteur majeur » des marchés mondiaux de pratiquement toutes les matières premières, dont les prix continuent par ailleurs de se maintenir à des niveaux élevés, selon le rapport Cyclope 2014, car elle pèse sur l'ensemble des marchés mondiaux. (...) Elle est l'acteur majeur pratiquement pour tous les produits", des céréales aux métaux en passant par la viande, le lait et le charbon. La Chine est en particulier devenue l'un des principaux importateurs de viande bovine, en multipliant ses achats par 4 en 2013, en raison surtout de la méfiance des Chinois envers leur viande locale, touchée par plusieurs scandales sanitaires. "La lenteur de la transformation du modèle de croissance (chinois) et la poursuite du développement plaident, au contraire, en faveur d'une demande chinoise de matières premières plus élevée", estiment les auteurs du rapport. Résultat, les marchés de matières premières se sont globalement caractérisés en 2013 par "une extraordinaire stabilité à des niveaux de prix très élevés".  La Chine a donné la mesure de ses ambitions en achetant en juin 2012 le London Metal Exchange (LME) via la Bourse de Hong-Kong, pour 1,5 milliard d'euros, a estimé l'économiste chinois Xiaoqi Yang, un des auteurs du rapport Cyclope.
Le début du siècle est difficile pour le continent africain. En Côte d'Ivoire et au Ghana, la paix sociale est menacée par la chute des prix du cacao, dont les deux pays sont les principaux producteurs mondiaux. « Sur l'année 2016, le cacao a perdu 22 % de sa valeur sur le marché de Londres et 34 % sur le marché de New York », selon Arcadia, déclinaison africaine du rapport Cyclopope. L'agriculture africaine n'a pas décollé autant que l'accroissement de la population du continent, selon Jean-Christophe Debar, directeur de la Fondation pour l'agriculture et la ruralité dans le monde (Farm), qui préconise une « relance » de la production, de la productivité, ainsi que de la recherche et du développement.
Selon Arcadia, en avril 2016, les achats de terres agricoles en Afrique par des investisseurs étrangers (entreprises, fonds de pension, pays..) portaient sur une "superficie cumulée de 10 millions d'hectares, équivalente à 4 % de la surface cultivée". "Les gouvernements africains qui privilégient les grands projets financés par des Chinois ou des Emirats du Golfe veulent donner l'impression qu'ils vont rattraper le retard, mais ils créent un sous-prolétariat agricole" et oublient de mettre en place "de vraies politiques agricoles" destinées à nourrir le continent, a estimé Philippe Chalmin, directeur d'Arcadia, déclinaison africaine du rapport Cyclope.
Plus généralement, à l'échelle de la planète, en 2017, le monde des matières premières a subi "un choc que l'on voit tous les 20 à 25 ans", selon Philippe Chalmin, le directeur du rapport Cyclope, car "jamais la gouvernance internationale n'a été aussi faible", comme en témoigne l'échec des négociations du cycle de Doha de l'Organisation mondiale du commerce et l'indifférence totale dans laquelle s'est déroulée la 13e édition de la Conférence des Nations unies pour le commerce et le développement.

### Expertises et statistiques
Chaque matière première est échangée sur un segment du marché mondial où son prix fluctue avec l'offre et la demande, que les professionnels tentent d'évaluer à l'avance en effectuant des prévisions de récoltes pour les produits agricoles et de longévité des gisements et flux d'extraction pour l'énergie et les produits miniers, en tenant compte des statistiques permettant de retracer l'histoire récente de chacune des matières premières. 
Ce processus est complété par une démarché consistant à recouper et discuter leurs différents avis et en consultant les sources d'expertises, comme par exemple dans les milieux francophones le Rapport Cyclope, publié depuis 1986, et qui comporte des historiques de l'offre et la demande pour chacune des matières premières sur des périodes pouvant aller jusqu'à une décennie.

### Les grandes spéculations sur les matières premières
- 1838 : Le corner de 1838 sur le coton américain.
- 1871 :  Le corner de John Lyon sur le blé en 1871 à Chicago.
- 24 septembre 1869 : Scandale Fisk-Gould.
- décembre 1880 : Le corner sur le café de 1880.
- Octobre 1887 : Le corner sur le cuivre de 1887.
- 1888 : Corner d'Hutchinson sur le blé en 1888 à Chicago.
- 1897 : Corner de Joseph Leiter sur le blé en 1897 à Chicago.
- 1905 : le corner de 1905 sur le sucre égyptien.
- 1909 : le corner de Patten sur le blé à Chicago en 1909.
- 1980 : Jeudi de l'argent.
- 1982 : Corner sur l'étain de 1982.
- 1989 : Corner de Ferruzzi en 1989 sur le soja à Chicago.
- 1993 : le corner de 1993 de Metalgesellschaft sur les produits pétroliers.
- 1992-1995 : corner sur le cuivre de Sumitomo.

### Grands investissements ferroviaires liés aux matières premières
- Afrique de l'Ouest : Histoire des chemins de fer en Afrique de l'Ouest
- Afrique orientale : Histoire du chemin de fer en Afrique orientale
- Togo : Histoire des chemins de fer au Togo
- Nigeria : Histoire des chemins de fer au Nigeria
- Ghana : Histoire des chemins de fer au Ghana
- Sri Lanka : Histoire du chemin de fer au Sri Lanka
- Amérique centrale : Histoire du chemin de fer en Amérique centrale
- Argentine : Histoire des chemins de fer argentins
- Bolivie : Histoire des chemins de fer boliviens (es)
- Brésil : Histoire du chemin de fer au Brésil
- Canada : Histoire des chemins de fer au Canada
- Cuba : Histoire des chemins de fer à Cuba
- États-Unis : Histoire des chemins de fer américains
- Mexique : Histoire du chemin de fer au Mexique

### Les grandes périodes de l'économie mondiale
- La très forte croissance mondiale des années 1830 interrompue par la Panique de 1837.
- La très forte croissance mondiale des années 1850, interrompue par le Krach de 1857.
- La longue dépression 1873 à 1896 dans le sillage de la Crise bancaire de mai 1873.
- La forte croissance mondiale des années 1900, interrompue par la Première Guerre mondiale.
- La très forte croissance mondiale des années 1920, interrompue par le Krach de 1929.
- Grande dépression des années 1930 dans le sillage du Krach de 1929.
- La forte croissance mondiale des années 1945 à 1974, interrompue par le Premier choc pétrolier.

### Chronologie de l'émergence des grands exportateurs

#### XIVesiècleetXVesiècle: la mine en Suède, Allemagne et Cornouailles
- - Années 1300 à années 1330: mines d’argent allemandes.
  - Années 1300 à années 1350: mines d’argent de Cornouailles.
  - Années 1450: or de Serbie.
  - Années 1490: cuivre suédois et hongrois.

#### XVIesiècle: argent du Potosi et du Mexique, sucre madeirien et brésilien
- - Années 1530 à années 1570:"archipel d'argent mexicain"
  - Années 1560 à années 1580: mine d'argent du Potosí.
  - Années 1570 à années 1670: sucre madeirien et brésilien.

#### XVIIesiècle: poivre hollandais, sucre et tabac jacobite
- - Années 1630 à années 1660: tabac puis sucre de la Barbade.
  - Années 1640 à années 1670: poivre hollandais.
  - Années 1670 à années 1680: sucre de la Jamaïque.
  - Années 1670 à années 1680: tabac de Virginie.
  - Années 1560 à années 1580: mines d'argent du Potosí.

#### 1remoitié duXVIIIesiècle: l'or brésilien et l'argent mexicain dopent le trafic atlantique
- - Années 1710: mines d'argent mexicaines relancées
  - Années 1710 à Années 1740: cacao du Vénézuela.
  - Années 1700 à Années 1750: cacao du Panama.
  - Années 1720: café de Java.
  - Années 1720 à Années 1750: sucre de Saint-Domingue.
  - Années 1730 à années 1750: café de la Réunion.
  - Années 1740 à années 1760: or du Minas Gerais brésilien.

#### 2emoitié duXVIIIesiècle: Saint-Domingue géant du coton, café et sucre
- - Années 1750 à Années 1770: sucre de Saint-Domingue.
  - Années 1760 à années 1780: café de Saint-Domingue.
  - Années 1760 à années 1780: coton de Saint-Domingue.
  - Années 1780 à années 1790: coton de Géorgie et Caroline.
  - Années 1780 à années 1790: plomb du sud du Missouri.

#### 1remoitié duXIXesiècle: nouveaux leaders en sucre, coton, café et blé
- - Années 1810 à années 1890: étain de Malaisie.
  - Années 1810: coton brésilien.
  - Années 1810: coton d'Alabama et Géorgie.
  - Années 1810 à années 1830: café cubain.
  - Années 1830 à années 1880: café brésilien.
  - Années 1830: or de Géorgie.
  - Années 1830: coton du Mississippi.
  - Années 1840: coton du Texas.
  - Années 1840: or de l'Oural, or de Californie et or d'Australie.
  - Années 1840: blé de la région des Grands Lacs américains.
  - Années 1840 à  Années 1860: café de Ceylan

#### 2emoitié duXIXesiècle: Sibérie, Rocheuses, Australie et Brésil se peuplent
- - Années 1850 à années 1860: sucre cubain.
  - Années 1860: argent du Nevada.
  - Années 1860: pétrole de Pennsylvannie.
  - Années 1870: or des collines noires.
  - Années 1870: thé de Ceylan
  - Années 1850 à années 1880: cuivre du Michigan.
  - Années 1880 à années 1890: cuivre du Montana.
  - Années 1880 à années 1890: zinc et plomb d'Australie.
  - Années 1890: or du Klondike et or d'Afrique du Sud.
  - Années 1890 à années 1910: étain de Bolivie
  - Années 1890 à années 1930: cacao du Ghana.

#### 1remoitié duXXesiècle: cuivre, étain et aluminium, les métaux de l'électricité
- - Années 1900 à années 1920: aluminium alpin.
  - Années 1910: nickel de Nouvelle-Calédonie.
  - Années 1910 à années 1920: cuivre du Congo belge.
  - années 1920: pétrole texan
  - années 1920: cuivre chilien.
  - Années 1930: cuivre de Zambie[11].
  - Années 1930: nickel de Sibérie.
  - Années 1930: café malgache et café du Burundi.
  - Années 1930 et années 1940: aluminium des États-Unis.
  - Années 1950: nickel de Cuba.
  - Années 1950: aluminium français et aluminium québécois.

#### 2emoitié duXXesiècle: pétrole et cultures tropicales de la décolonisation
- - Années 1950: café ivoirien.
  - Années 1950, années 1960 et années 1970: cacao ivoirien.
  - Années 1950: pétrole saoudien.
  - Années 1950: laine néozélandaise
  - Années 1970: pétrole nigérian.
  - Années 1980: pétrole anglais et norvégien.
  - Années 1990: pétrole angolais
  - Années 1990: café indonésien et vietnamien.

#### XXIesiècle: la Chine en tête sur de nombreux marchés
- - Années 2010: nickel des Philippines.
  - Années 2010: or de Chine.
  - Années 2010: aluminium chinois.

## Chronologie des Accords internationaux de produits
Les premiers Accords internationaux de produits ont été signés dans les années 1930.
- 1931: Accord international sur l'étain
- 1933: Accord international sur le blé de 1933
- 1962: Accord international sur le café
- 1963: Accord international sur le cacao
- 1979: Accord international sur le caoutchouc
- 1983: Accord international sur les bois tropicaux